# Akihiro Sakaki
Akihiro Sakaki (* 1935, Fukuoka) je japonský fotograf.

## Životopis
Narodil se ve městě Fukuoka v prefektuře Fukuoka. Po studiu na vysoké škole Fukuoka Prefectural Šujukan a absolvování univerzity Seinan Gakuin s titulem v oboru obchod nastoupil do místní komerční televizní stanice v západním Japonsku, kde působil jako ředitel prvního video oddělení zpravodajského oddělení.
Za svou fotoknihu a výstavu fotografií „Decorative Burial Mound“ obdržel Cenu Japonské fotografické společnosti pro mladého fotografa a v roce 1984 byl vysoce hodnocen za svou fotoknihu „Meganebaši“, která byla vyvrcholením dvanácti let fotografování. Obdržel knižní cenu Japan Society of Civil Engineers Book. Kromě toho získal cenu Nobua Iny za výstavu fotografií „Rekiši no Mačinami“. Součástí výstavy fotografií je „Cesta římského mostu“ (putovní výstava). Během čtyř let od března 2010 do dubna 2014 navštívil Čínu a dokumentoval reprezentativní staré mosty (obloukové mosty, trámové mosty, visuté mosty, větrné a dešťové mosty, kotevní lávky atd.) z dynastií Sui až Qing. Vybraných 165 mostů z nich vyšlo v Čínských mostech 1. března 2016.

## Fotografické cykly
- Pohřební mohyly
- Můstek
- Historie města
- Sacumův bůh rýžových polí
- Cestopis o římském mostě a jihoevropském kamenném mostě
- Srdce Manyo
- Furuhaši v Číně